# Loxophlebia metamela
Loxophlebia metamela là một loài bướm đêm thuộc phân họ Arctiinae, họ Erebidae.